# Wan-chua
Wan-chua (znaky: 萬華區; pinyin: Wànhúa qū; tchajwansky: Báng-kah khu) je bývalé město známe pod názvem Bangka či Mongka, které dnes tvoří jeden z 12 obvodů Tchaj-peje.
Nachází se zde historicky významný chrám Lung-šan, obchodní a volnočasové centrum města Ximending, a řada nočních trhů.

## Název
Své tchajwanské jméno Báng-kah (či Mon(g)ka; znaky: 艋舺, pinyin Měngjiǎ), město získalo od kánoí, které původní obyvatelé Tchaj-wanu používali k plavbě po řece Tan-šuej a která se nazývala bangka. Za dob japonské nadvlády se název psal znaky 萬華, jejichž výslovnost je v japonštině podobná slovu Báng-kah. Ve standardní čínštině, která byla v roce 1945 zavedena jako úřední jazyk, se tyto japonské znaky vyslovují jako Wan-chua, tudíž dnešní název městské části.

## Dějiny
Báng-kah bylo jedno z nejstarších sídel na území dnešní Tchaj-peje. Nejprve se jednalo o sídlo původních obyvatel Tchaj-wanu z etnika Ketagalan. Od začátku 18. století oblast osídlovali imigranti z Číny a byl vystavěn chrám Lung-šan (jeho dnešní podoba ale pochází z roku 1924).
Již počátkem 19. století bylo město Mongka třetím největším přístavem Tchaj-wanu, což se odráželo ve rčení: "První Tchaj-nan, druhý Lukang, třetí Mongka."
V roce 1887 bylo město společně s dalšími městy Twatutia (Dadaocheng), Dalongdong a Čcheng-nej sjednoceno do nově vzniklého města Tchaj-pej, která se tak, namísto Tchaj-nanu, stala hlavním městem Tchaj-wanu.
Na území dnešního parku Čching-nien (青年公園) se za japonských dob nacházelo vojenské Jižní tchajpejské letiště (南機場), po kterém dnes je pojmenován noční trh Nan ťi-čchang.